# Cleistocactus pachycladus
Cleistocactus pachycladus är en kaktusväxtart som först beskrevs av Werner Rauh och Curt Backeberg, och fick sitt nu gällande namn av Ostolaza. Cleistocactus pachycladus ingår i släktet Cleistocactus, och familjen kaktusväxter. Inga underarter finns listade i Catalogue of Life.